# Young Guns (film)
Young Guns is een Amerikaanse western uit 1988. Deze werd geregisseerd door Christopher Cain. De film gaat over het leven van Billy the Kid tijdens de Lincoln County War.
Het is de eerste film waarin de broers Emilio Estevez en Charlie Sheen samen voorkomen. De film werd opgevolgd door Young Guns II. In Nederland is de film uitgebracht door Video Film Express.

## Verhaal
Wanneer William H. Bonney (Billy The Kid) aan de strop dreigt te worden opgehangen, weet hij te ontsnappen en vindt hij onderdak bij John Tunstall. Hij werkt daar samen met andere voormalige criminelen op een veehouderij. Wanneer Tunstall wordt vermoord, gaan zijn 6 Regulators alles op alles zetten om de moordenaars te vinden.

## Rolverdeling
| Acteur               | Personage                        |
| -------------------- | -------------------------------- |
| Emilio Estevez       | Billy the Kid                    |
| Charlie Sheen        | Richard Brewer                   |
| Kiefer Sutherland    | Josiah Gordon 'Doc' Scurlock     |
| Lou Diamond Phillips | Jose Chavez y Chavez             |
| Dermot Mulroney      | Steven 'Dirty Steve' Stephens    |
| Casey Siemaszko      | Charles Bowdre                   |
| Terence Stamp        | John Tunstall                    |
| Jack Palance         | Lawrence Murphy                  |
| Terry O'Quinn        | Alexander McSween                |
| Sharon Thomas        | Susan McSween                    |
| Geoffrey Blake       | J. McCloskey                     |
| Brian Keith          | Buckshot Roberts                 |
| Patrick Wayne        | Pat Garrett                      |
| Tom Cruise           | cameo in het laatste vuurgevecht |

## Prijzen
De film was genomineerd voor een criticsaward bij het Deauville Film Festival in 1988 en won een Western Heritage Award in 1989.